# Танець Сонця

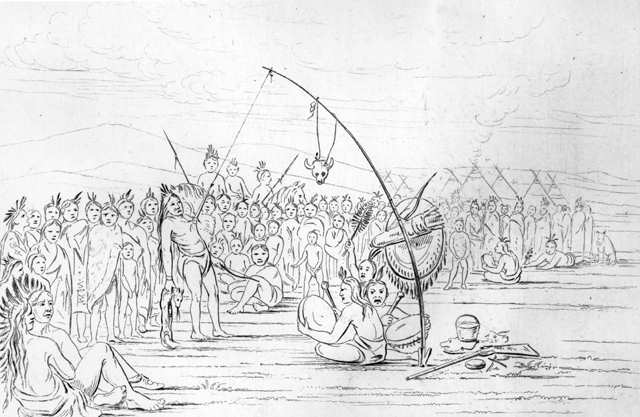
Танець сонця

Танець сонця (англ. Sun Dance) — ритуальна практика розповсюджена серед кількох корінних народів Північної Америки. Танець Сонця проводився по-різному серед різних індіанських племен, проте багато церемоній мали спільні риси серед яких: попередній піст, танці, співи, барабанний акомпанемент, трансцендентний досвід та видіння, у деяких випадках, болісні тілесні модифікації.

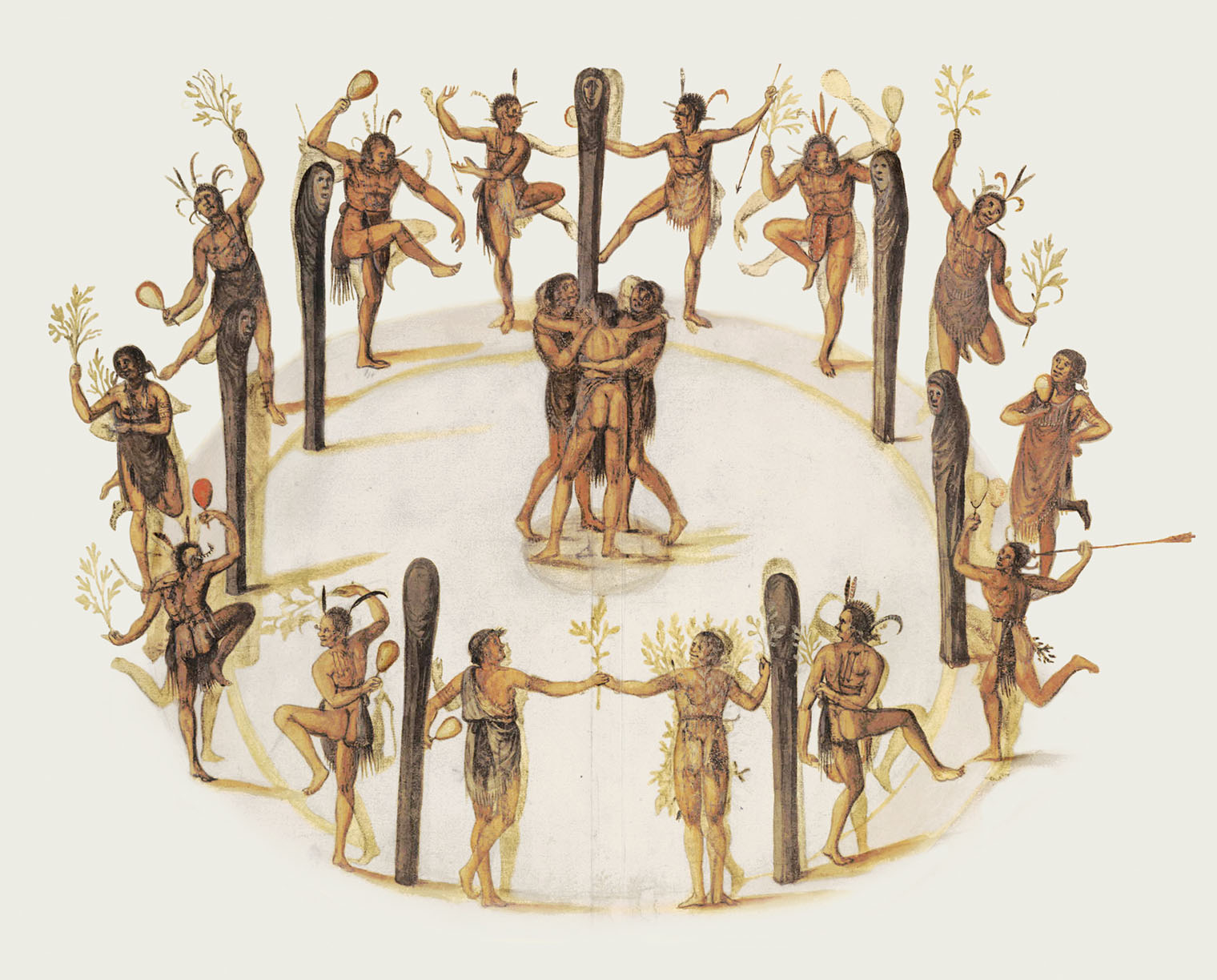
Церемоніальний танець, хоча можливо і не Танець Сонця змальований дослідником Джоном Уайтом (John White), що став свідком його проведення у 1500-х

Саме тілесні модифікації та добровільні тортури, що практикувалися серед деяких племен, як правило юнаками, стали об'єктом найпильнішої уваги європейських колонізаторів. Ось як один із них описав Танець Сонця, проведений племенем сіу, свідком якого він став у кінці XVIII ст:
Кожен із молодих людей представляв себе шаману, котрий брав великим та вказівним пальцями складку не сильно натягнутої шкіри на грудях і по тому, вганяв попід шкіру ножа — з вузьким лезом але гострого, після чого — встромляв міцний стрижень з кістки, розміром зі столярський олівець. Стрижень був прив'язаний до шкіряної мотузки, з іншого кінця закріпленої на верху стовбура-сонця розміщеного у центрі майданчика. Основна ж мета учасника ритуалу — розірвати ці пути. Щоб звільнити себе він повинен прорвати стрижнем шкіру — настільки жахливе завдання, що навіть найрішучішому може знадобитися на це кілька годин тортур.